# Adolf Teichs
Friedrich Adolf Teichs (* 19. Mai 1812 in Braunschweig; † 20. Oktober 1860 in Dresden) war ein deutscher Historien- und Genremaler sowie Radierer und Lithograf der Düsseldorfer Schule.

## Leben

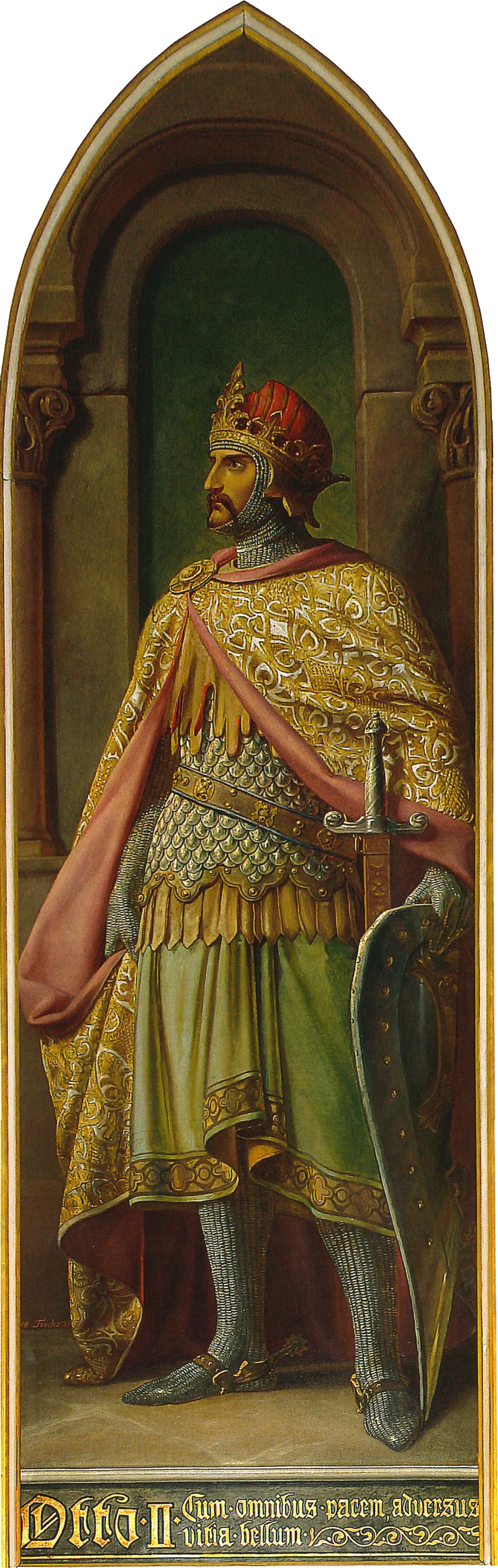
Otto II., 1839, Kaisersaal der Frankfurter Römers

Teichs studierte auf väterlichen Wunsch hin anfangs Rechtswissenschaften in Göttingen und München, schrieb sich dann – angeregt von Friedrich von Gärtner – am 5. Mai 1830 an der Königlichen Akademie der Bildenden Künste in München für das Fach Architektur ein, ging bald aber zur Malerei über. In den Jahren von 1834 bis 1836 studierte er unter Wilhelm Schadow an der Kunstakademie Düsseldorf.
1836 zog er, gemeinsam mit Alfred Rethel und Heinrich Funk, nach Frankfurt am Main, wo er bis etwa 1840 lebte, im Jahr 1838 unter einem Dach mit Carl Trost und Otto Corvin. Ab 1840 wohnte Teichs wieder in München. Zeitweise war er in Gießen und zuletzt in Dresden ansässig. Teichs unternahm Studienreisen nach Ungarn, Tirol und Oberitalien.
Unter dem Einfluss von Eduard Bendemanns Gefangene Juden in Babylon (1832) entstand 1836 in Düsseldorf sein Hauptwerk Gefangene Griechen von Mamelucken bewacht. Das Bild, ein Manifest des zeitgenössischen Philhellenismus und Orientalismus, wurde auf verschiedenen Ausstellungen gezeigt und vom Kunstverein für die Rheinlande und Westfalen erworben. Durch Verlosung gelangte es in den Besitz des Münsteraner Stadthistorikers Heinrich Geisberg, heute befindet es sich als Dauerleihgabe des Westfälischen Kunstvereins im LWL-Museum für Kunst und Kultur.
Bekannt wurde Teichs auch durch die Werke Albrecht Dürer malend, Die Holzsammlerin vor der Waldkapelle, Szene in Auerbachs Keller, Szene auf der Burgzinne, Wer nicht liebt Wein, Weib und Gesang, Anglerin im Serail, Karl V. an Luthers Grabe (Augusteum und Lutherhaus Wittenberg), Egmonts Gang zur Hinrichtung, Lenore und Henkersmahlzeit der Girondisten. Für den Kaisersaal der Frankfurter Römers schuf er 1839 ein Bildnis Ottos II.